# جائزة غرامي لأفضل أداء راب
جائزة الغرامي لأفضل أداء راب (بالإنجليزية: Grammy Award for best Rap performence)‏ هي جائزة تقدمها الأكاديمية الوطنية لتسجيل الفنون والعلوم (NARAS) سنويا ضمن حفل توزيع جوائز الغرامي،لأفضل أداء راب.بدأ العمل بالجائزة لأول مرة في سنة 1989 خلال النسخة 31 من الجائزة.